# UMTS
UMTS, en förkortning av Universal Mobile Telecommunications System, var ett system som innebär bredbandig, paketdatabaserad överföring av text, bilder, röst, video och multimedia med överföringshastigheter av upp till 2 Mbit/s. Detta innebar att avancerade tjänster för mobiltelefoner (och andra handhållna apparater) blev tillgängliga för användare var de än befinner sig. 
En uppgradering av nätet kallad HSDPA (High Speed Downlink Packet Data Access) eller populärt Turbo-3G planerade att ge nätet en högre hastighet nedströms. 

## Historik
UMTS är baserat på GSM-systemet och  en global standard för mobil telekommunikation. 

### Sverige
Post- och Telestyrelsen (PTS) fördelar tillstånd för tredje generationens mobiltelesystem, UMTS. I december 2000 fördelade PTS UMTS-tillstånd.
Den 1 maj 2003 startades UMTS-trafiken i Sverige, och först ut var operatören Tre (se Hi3G Access). Operatörerna hade lovat att i slutet av 2003 skulle deras nät täcka 99,984 procent av svenska befolkningen. Vilket motsvarade då ungefär 8 860 000 personer. Enligt PTS regler fick företagen samarbeta om 70 procent av radioinfrastrukturen och de får samarbeta till 100 procent om till exempel master. 
De fyra licenserna som delades ut av Post- och telestyrelsen, kom dock i realiteten bara bli två. Detta då två bolag bildades 2001. Tele2 med Telia bildade bolaget SUNAB. Och Vodafone tillsammans med Hi3G Access bildade bolaget 3GIS. Dessa två bolag kom att stå för utbyggnaden av två 3G-nät.
I oktober 2005 avgjordes en tvist angående om ägarna av 3G-nätet skulle behöva bygga ut nätet till den utsträckning de först gick med på. Ägarna ville bygga ut delar av 3G-nätet på landsbygden med den billigare tekniken CDMA2000 på lägre frekvenser, 450 MHz, det vill säga de frekvenser där NMT-nätet finns men som höll på att fasas ut. PTS beslutade dock att ägarna måste bygga ut till den utsträckning man kommit överens om med WCDMA, eller bötfällas.
Under 2005 startades inom 3GPP, som standardiserar UMTS, ett projekt for utveckling av UMTS kallat ”Evolved UTRA”.